# Батько знає краще
«Батько знає краще» (англ. «Father Knows Best») — американська теле-радіо комедія, яка зображує американську сім'ю середнього класу, і її життя у Середньому Заході. Комедія була написана 1940-го року автором Едом Джеймсом, і транслювалася на радіо з 1949 по 1954 рр, на телебаченні — з 1954 до 1960 рр.

## Радіо
Трансляція серіалу розпочалася 25 серпня 1949 року, на «Ен-бі-сі»(«NBC») радіо (національна телерадіомовна компанія). Знята на Середньому Заході, в комедії зіграв Роберт Янг у ролі генерального страхового агента Джима Андерсона. Його дружину Маргарет вперше зіграла Джун Вітлі а потім — Жан Вандер Пайл. Бетті (Рода Вільямз), Бад (Тед Дональдсон) і Кеті (Норма Жан Нільсон) — діти Андерсона.
Також до акторського складу ввійшли: Елеонора Одлі, Херб Вірган і Сем Едвардс.
Завдяки спонсору, компанії Дженерал Фуд, серіал транслювався кожного вечора середи, на радіохвилі «Ен-бі-сі», до 25 березня 1954 року.
У радіопрограмі герой Джим дещо відрізнявся від подальшого телевізійного персонажу. Радіо Джим — більш саркастична особа, і показує усі «закони» які діють в його сім'ї. В радіотрансляції, Джим постійно звертається до своїх дітей одними і тими ж фразами, що опущено в телесеріалі. Наприклад, Джим говорить: «У мене не діти, — а купка дурників». Маргарет — це зразок розсудливості й терпіння, допоки сюжет не вимагав певної різноманітності. Наприклад, в епізоді з Хеллоуїна, Маргарет не може зрозуміти, як же ж стіл літає у повітрі, але таке буває досить рідко.
На радіо передачі, Бетті зображується як дівчисько, яка перебуває у постійних пошуках хлопця. За її словами, кожна дрібниця — це «найгірша річ, яка могла б коли-небудь трапитися». Бад — яскравий приклад виключно американського хлопця, в якого є лише одна потреба — лише «трішечки більше» грошей, хоча він щотижня отримує $1.25 кишенькових. Обов'язки Бада — відчиняти вхідні двері, (які він вже просто ненавидить) коли хтось прийшов. Його зображують як трішки нетямущого хлопчину, тому що він все сприймав буквально; наприклад, Джим міг вигукнути: «Згинь з моїх очей!», на що Бад відповідав: «Добре, татку, а куди мені піти?!» Щоб висловити своє невдоволення, він часто виражається: «Та щоб вас…!» На радіо, Кеті зображають як основне джерело роздратування. Вона постійно скиглить, плаче і нарікає що її в сім'ї ігнорують.